# 聖ペテロと聖パウロ (リベーラ)
『聖ペテロと聖パウロ』（せいペテロとせいパウロ、仏: Saint Pierre et saint Paul、英: St. Peter and St. Paul）は、17世紀スペイン・バロック期の巨匠ホセ・デ・リベーラが1616年ごろ、キャンバス上に油彩で描いた絵画である。テーブルの端には、「JOSEPHUS RIBERA HISPANUS VALENTINUS CIVITATIS SETABIS ACADEMICUS ROMANUS (ホセ・デ・リベーラ、バレンシア王国シャティバ出身、ローマ・アカデミー)」という明瞭で長い署名が記されている。作品は現在、目録番号180番としてフランスのストラスブール美術館に所蔵されている。

## 作品
聖ペテロと聖パウロはともに半身像で表され、本と鍵の置かれている石のテーブルによって鑑賞者から隔てられている。左側にいる横顔のペテロは暗い赤色の衣服の上に黄色い布を纏い、両手で文字の記された巻紙を広げている。彼の左側のパウロは左側を向いた4分の3正面の姿で表され、鑑賞者を見つめている。彼は緑色の衣服と赤い外套を纏っており、右手を剣の上に置き、左手で羊皮紙の端を持っている。
作品は、1890年にギュスターヴ・ロタン (Gustave Rothan) のコレクションからストラスブール美術館に購入された。それ以前の来歴は1809年まで確実にたどることができるが、さらに以前の歴史については推測の域を出ない。本作は2人の人物の自然主義的描写においてカラヴァッジョの影響を受けている一方、その堅固な構図においてリベーラの初期の古典主義も示している。リベーラはすでに使用されたキャンバスを用いており、聖ペテロの持つ羊皮紙の下には子供の頭部が現在でも見える。